# Armoiries de la Guinée
Les armoiries ou sceau national de la Guinée furent adoptées dans leur forme actuelle en décembre 1997 sous la présidence de Lansana Conté. Ce sont les quatrièmes armoiries nationales adoptées depuis l'indépendance du pays. Le motif central est un blason devant le chef duquel vole une colombe d'argent portant dans son bec une branche d'olivier. L'écu est d'argent doublé à la base d'une bande à trois pals rouge, jaune et vert. Il est posé sur un listel sur lequel est inscrite la devise nationale :  « TRAVAIL - JUSTICE -SOLIDARITÉ »

## Blasonnement des armoiries actuelles
L'écu de la Guinée est, de façon constante depuis 1958, évasé en chef et arrondi en pointe. 
Il est d'argent, à la branche d'olivier cousue d'or de quatre rameaux : un en chef à dextre étendu en barre ; un en pal ; un en chef à senestre étendu en bande ; un en fasce à senestre en bande. À la champagne contre-voûtée tiercée en pal de gueules, d'or et de sinople. L'écu, la champagne et chacun de ses trois champs sont bordés d'une filière d'argent bordée d'or. L'écu est surmonté d'une colombe d'argent volant devant le chef. Elle tient dans son bec la branche d'olivier qui s'étend sur l'écu. Il est accompagné en pointe d'un listel d'argent ombré d'or portant, en lettres capitales noires, la devise de la république : « Travail - Justice - Solidarité ».

## Armoiries précédentes

1958-1984
1984-1993
depuis 1993

### Armoiries de 1958
Les premières armoiries guinéennes ont été adoptées à l'occasion de l'indépendance, le 2 octobre 1958 et ont été utilisées jusqu'à la mort du premier président, Ahmed Sékou Touré en 1984. Elles se blasonnent ainsi :
Parti cousu de gueules et de sinople, à l'éléphant d'or passant et contourné, la trompe levée. L'écu est surmonté d'une colombe volant d'argent, aussi contournée, et tenant dans son bec un petit rameau d'olivier d'argent (ou de sinople). Il est entouré à dextre, en pointe et à senestre d'un grand listel d'argent portant, en lettres capitales noires, la devise de la république : « Travail - Justice - Solidarité ».
La colombe, le rameau d'olivier, la devise et les trois couleurs panafricaines ont été repris dans les trois armoiries qui ont succédé à ces premières armoiries de la république de Guinée.

### Armoiries de 1984
En 1984, le nouveau président de la République, Lansana Conté, fait adopter de nouvelles armoiries.
Parti de gueules et de sinople, à la branche d'olivier d'or de quatre rameaux : un en chef à dextre étendu en barre ; un en pal brochant sur le parti ; un en chef à senestre étendu en bande ; un en fasce à senestre en bande. Au fusil au naturel et à l'épée d'argent emmanchée d'or posés en sautoir et brochant sur le tout. À la champagne contre-voûtée tiercée en pal de gueules, d'or et de sinople. L'écu, la champagne et ses trois champs sont bordés d'une filière d'argent. L'écu est surmonté par une colombe d'argent volant devant le chef. Elle tient dans son bec la branche d'olivier qui s'étend sur l'écu. Il est accompagné en pointe d'un listel d'argent portant, en lettres capitales noires, la devise de la république : « Travail - Justice - Solidarité ».

### Armoiries de 1993
Ces armoiries ont été adoptées le 23 décembre 1993 sous la présidence de Lansana Conté. Ce sont les armoiries de 1984 desquelles ont été retirés le fusil et l'épée et auxquelles on a ajouté des olives d'argent sur les rameaux d'or.
Les deux filières d'argent qui séparaient les trois champs de la champagne ont été remplacées par deux filières de sable bordées d'or.